# Dorothy Brookshaw
Dorothy Brookshaw   (Toronto, 20 de desembre de 1912 - Orillia, 3 de setembre de 1962) va ser una atleta canadenca, especialista en curses de velocitat, que va competir durant la dècada de 1930.
El 1936 va prendre part en els Jocs Olímpics de Berlín, on va guanyar la medalla de bronze en la prova del 4x100 metres del programa d'atletisme. Formà equip amb Mildred Dolson, Hilda Cameron i Aileen Meagher.
En el seu palmarès també destaca el campionat nacional dels 400 metres relleus de 1933.

## Millors marques
- 100 metres. 12,4" (1936)[2]